# Ferdinand Velc
Ferdinand Velc (27. července 1864 Vinařice u Kladna – 1. července 1920 Sarajevo) byl český malíř, fotograf, publicista a pedagog, jeden z průkopníků národopisu a památkové péče v oblasti Slánska.

## Život
Velcův otec byl tesařem, později pracoval jako dozorce na šachtě. Ferdinand vystudoval obecnou školu ve Pcherách a měšťanku v Lounech, od roku 1880 pak Akademii výtvarných umění v Praze a v letech 1885 až 1888 Královskou akademii výtvarných umění v Mnichově. Po studiích Velc žil nejprve na Slánsku jako učitel kreslení a malíř. Maloval především portréty, krajiny a také kostelní obrazy. Velcovy obrazy byly vystavovány na Jubilejní zemské výstavě v Praze 1891. Jeho velkou zálibou bylo dokumentování venkovského života a památek vůbec; spolupracoval se slánským fotografem a etnografem Františkem Durasem, obsáhle dokumentoval všechny vesnice na Slánsku pro Národopisnou výstavu českoslovanskou v Praze 1895. V roce 1893 Ferdinand Velc také několik měsíců dokumentoval Postřekov a místa na Chodsku.
Protože nedostal uspokojivé místo v Čechách, přijal roku 1895 nabídku stát se profesorem kreslení na reálném gymnáziu v bosenském Sarajevu. V tomto městě pak působil po zbytek svého života a do vlasti se vracel pouze na prázdniny. V roce 1904 vydal na základě shromážděných popisů, náčrtů a fotografií obsáhlý Soupis památek historických a uměleckých v politickém okresu slánském. Vzhledem k tomu, že Velc byl především výtvarníkem, a ne profesionálním historikem, vykazuje tato jeho práce ve srovnání s jinými svazky edice Soupisu památek řadu nepřesností, s odstupem více než sta let však představuje i tak velmi cennou dokumentaci, zvláště v případě staveb či vybavení, které byly od Velcových časů zničeny nebo zcizeny. Roku 1907 Ferdinand Velc vydal také Průvodce Bosnou a Hercegovinou také s množstvím doprovodných fotografií. V roce 1920, krátce před návratem do Československa, byl Velc v Sarajevu zavražděn při loupežném přepadení.

## Spisy
- 1904 - Soupis památek historických a uměleckých v království Českém od pravěku do počátku XIX. století : svazek XX. - Politický okres Slanský.[3]

## Galerie

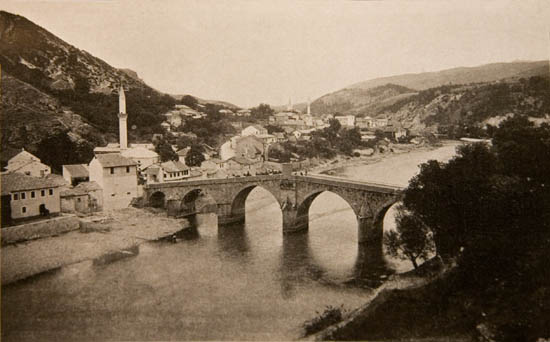
Ferdinand Velc: Most přes řeku, ze sbírky Pavla Scheuflera
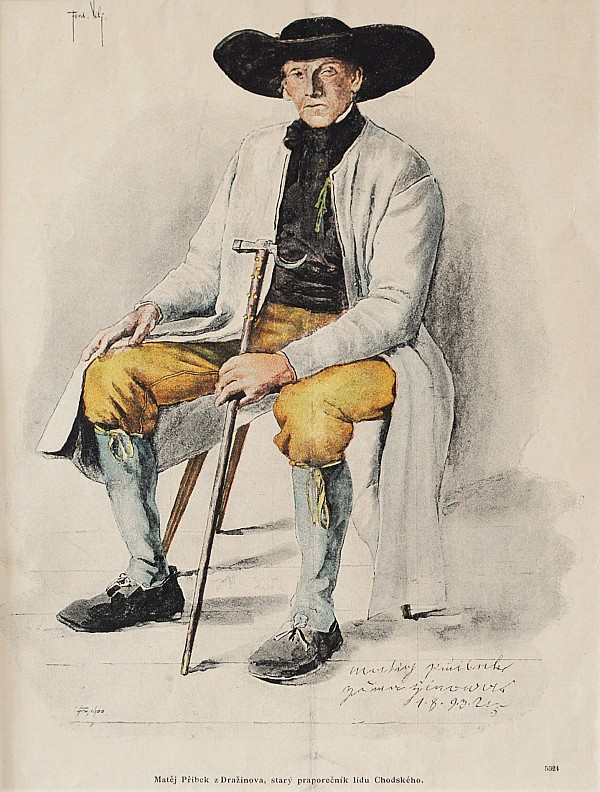
Ferdinand Velc: Matěj Příbek z Dražinova, starý praporečník lidu Chodského
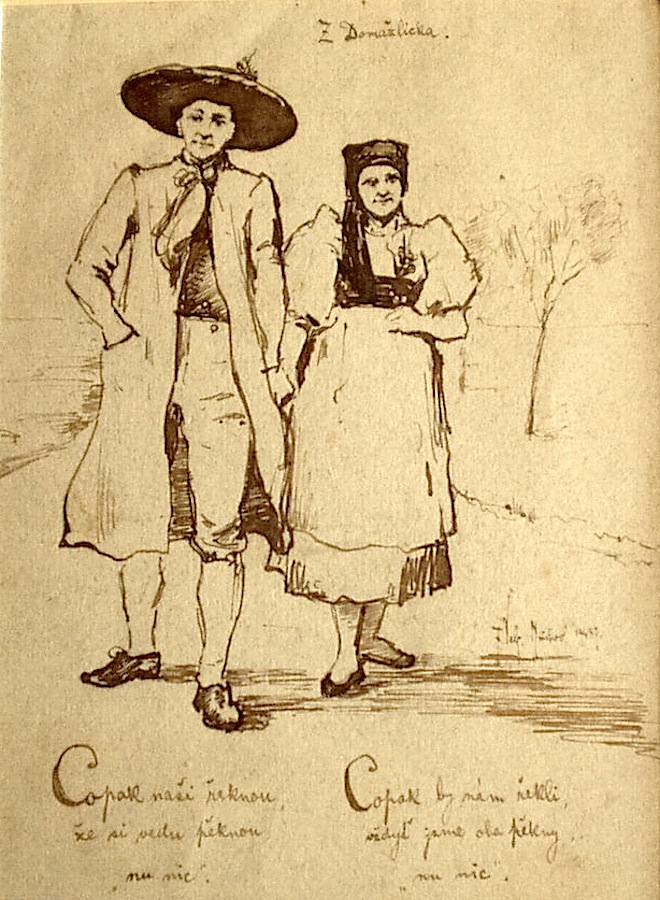
Ferdinand Velc: Z Domažlicka, kresba tuší